# Івангородська фортеця

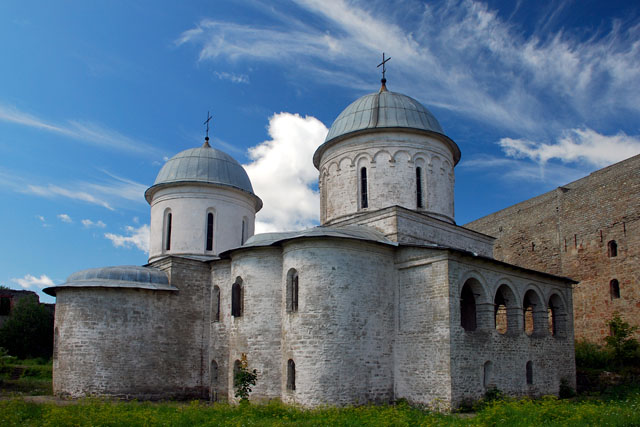
Успенський собор на території Івангородської фортеці

59°22′29″ пн. ш. 28°12′28″ сх. д. / 59.37472° пн. ш. 28.20778° сх. д.
Іванго́родська фортеця (рос. Ивангородская крепость, ест. Jaanilinna linnus) — фортеця у місті Івангороді Ленінградської області Росії.
Івангородська фортеця була побудована під час правління царя Івана III влітку 1492 року на правому березі Нарви.
Спершу вона була повністю з дерева. Метою спорудження Івангородської фортеці був намір Московської держави здобути вихід до Балтійського моря.
На лівому березі річки з XIII століття стояла велика фортеця лицарів Тевтонського ордену (Нарвська фортеця).
Протягом наступних десятиліть Івангородську фортецю постійно розширювали й зміцнювали. Після розпаду Тевтонского ордена Естонія підпала під шведське панування, а по закінченні Лівонської війни 1583 року та ж доля спіткала й Івангород.
У 1704 московський цар Петро I відвоював Івангород і включив його до складу Москівщини.
З 1919 по 1940 роки фортеця знаходилась під контролем Естонії.
Під час Німецько-радянської війни Івангородська фортеця сильно постраждала.
Після захоплення Івангорода в фортеці було влаштовано два концтабори для військовополонених. Звільнення прийшло 25 липня 1944. Перед відступом німці встигли підірвати шість кутових веж, схованку, великі ділянки стін і внутрішні споруди фортеці.

## Архітектурний ансамбль фортеці
- Успенський собор (1550-і рр.)
- Нікольська церква (заснована в 1492 р., збудована на початку XVI ст.)
- Замок
- Фортеця (1492)
- Коливанські ворота
- Переднє місто
- Порохова комора (XVII ст.)
- Арсенал
- Гаубиця (1891)
- Схованка і батарея (капонір)
- Комора (XVIII ст.)
- Боярський вал
- Музей фортець (за фортечними стінами).

### Вежі фортеці
- Набатна вежа
- Верхня вежа
- Відвідна вежа (на місці старої ворітної вежі)
- Нова (Водяна) вежа
- Широка вежа
- Провіантська вежа
- Кринична вежа
- Порохова вежа
- Воротна вежа
- Вежа намісника
- Довгошия вежа.

## Галерея

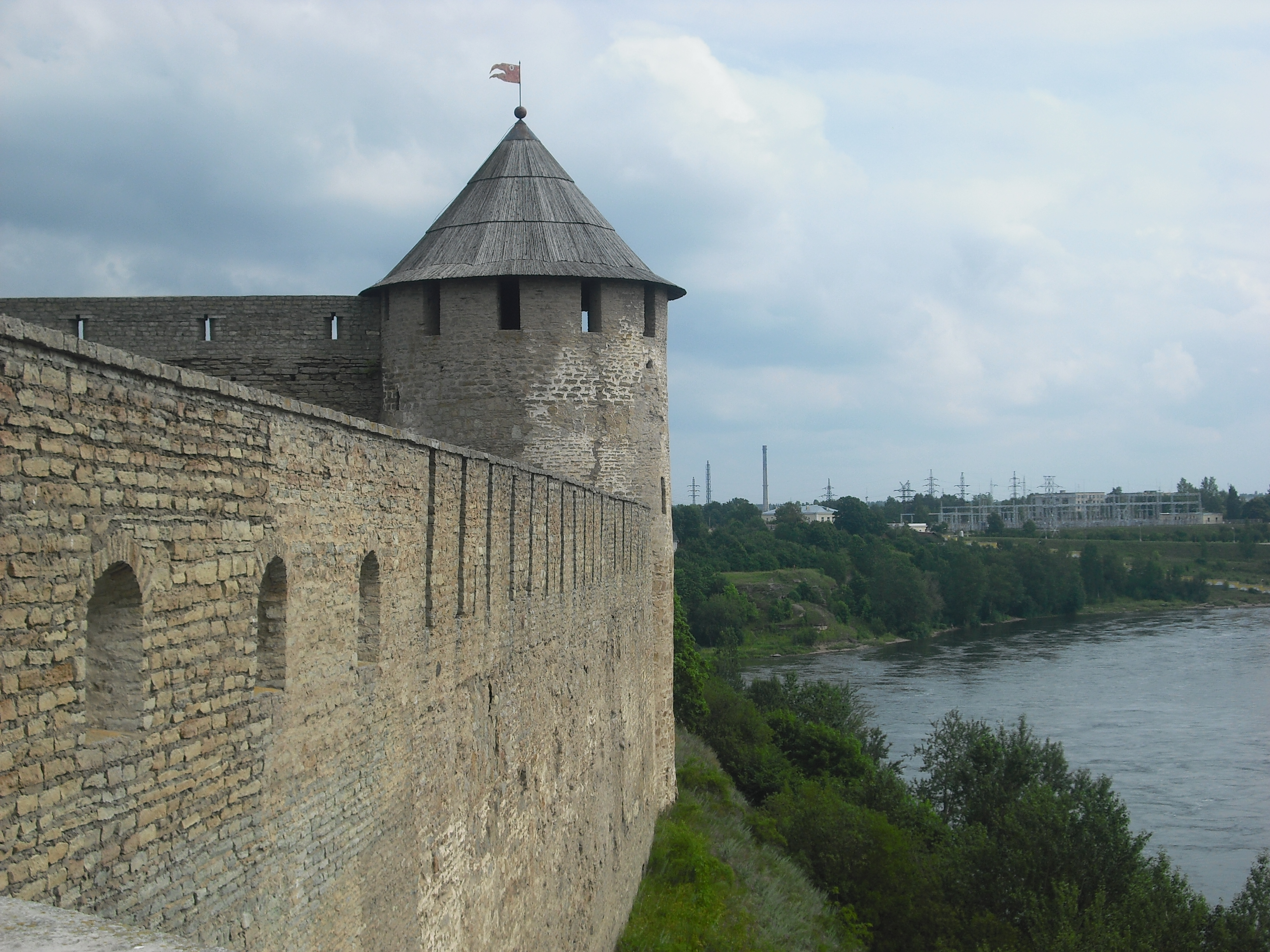
Провіантська вежа
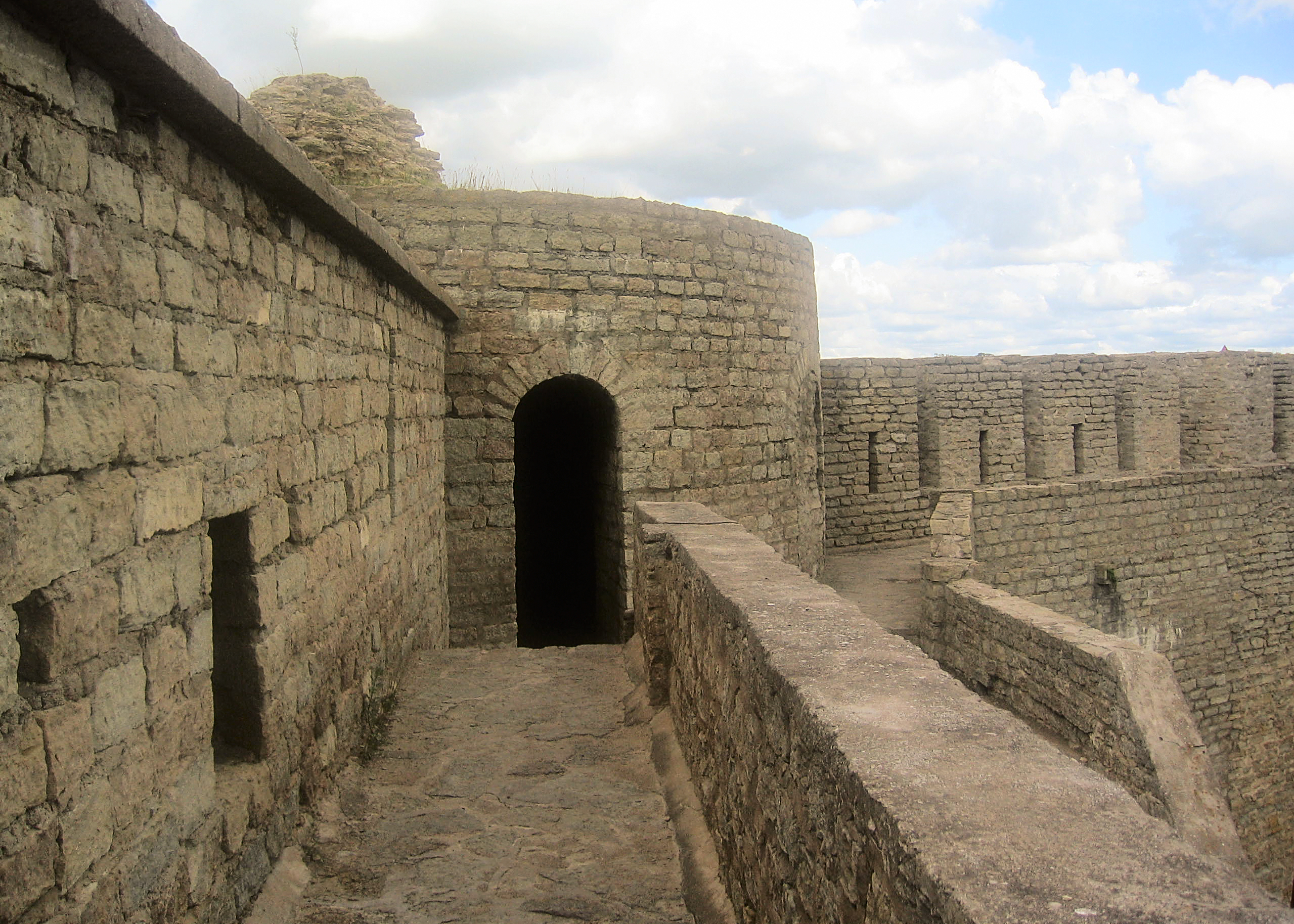
Фортеця
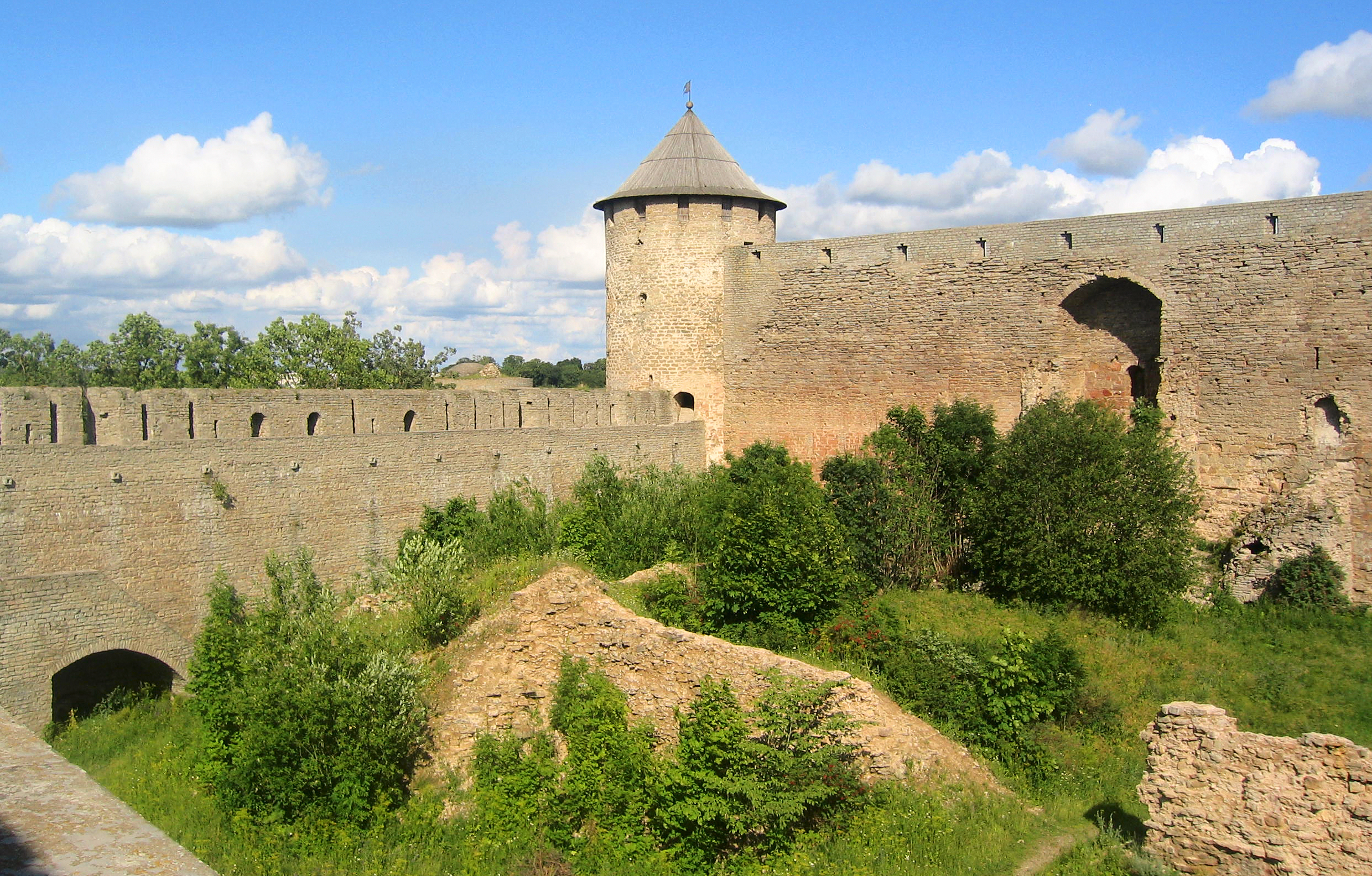
Башта
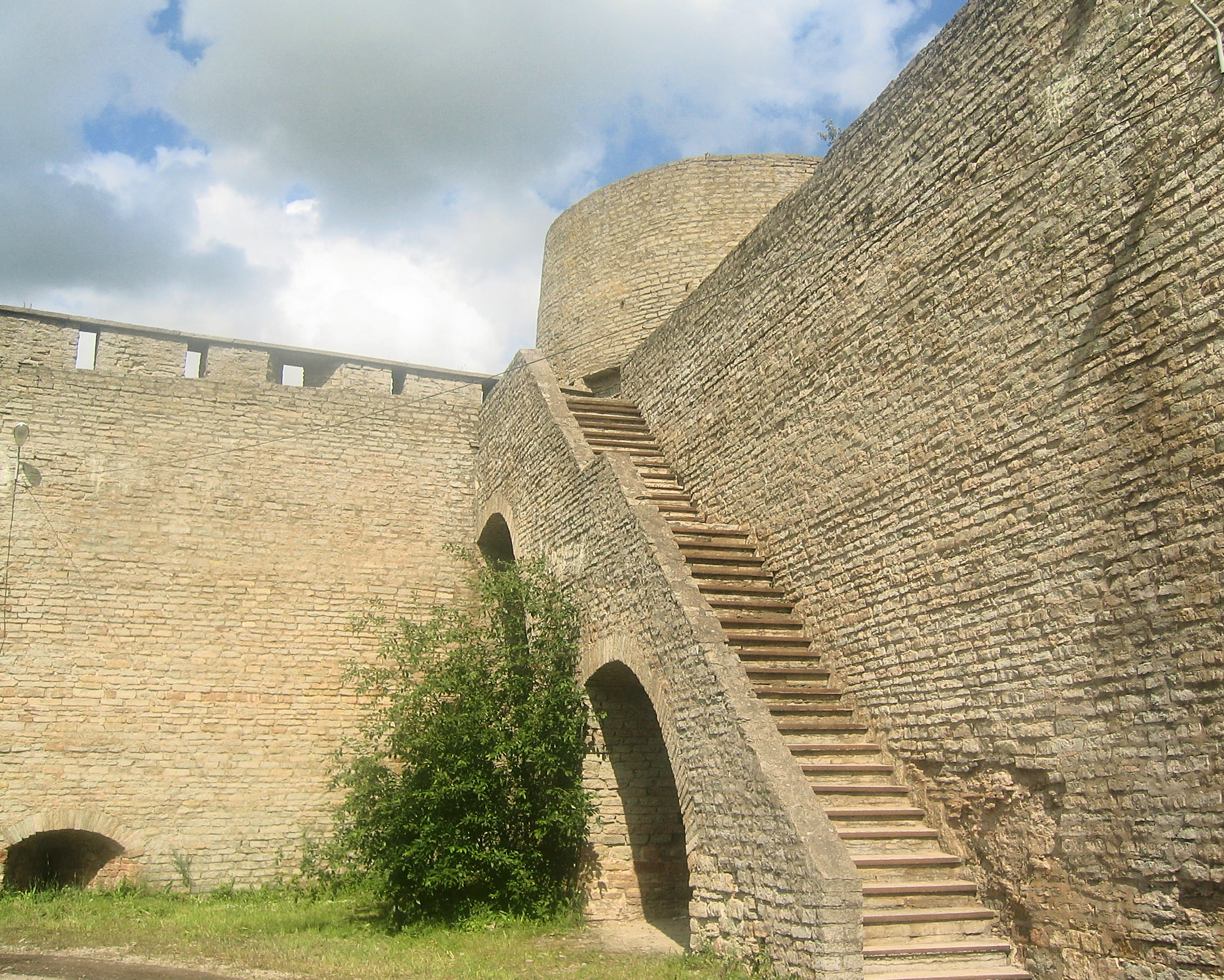
Фортеця
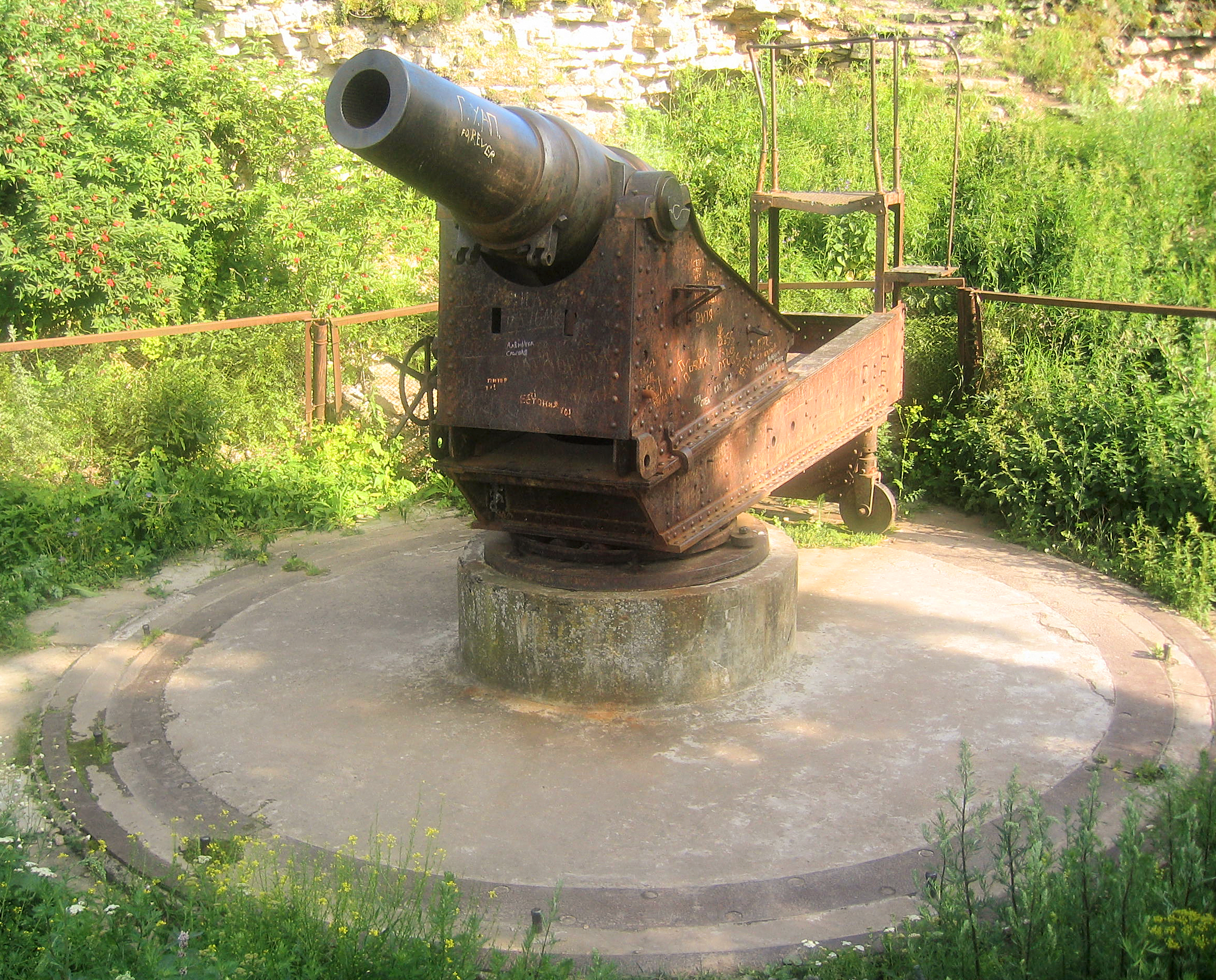
Гаубиця 1891 року
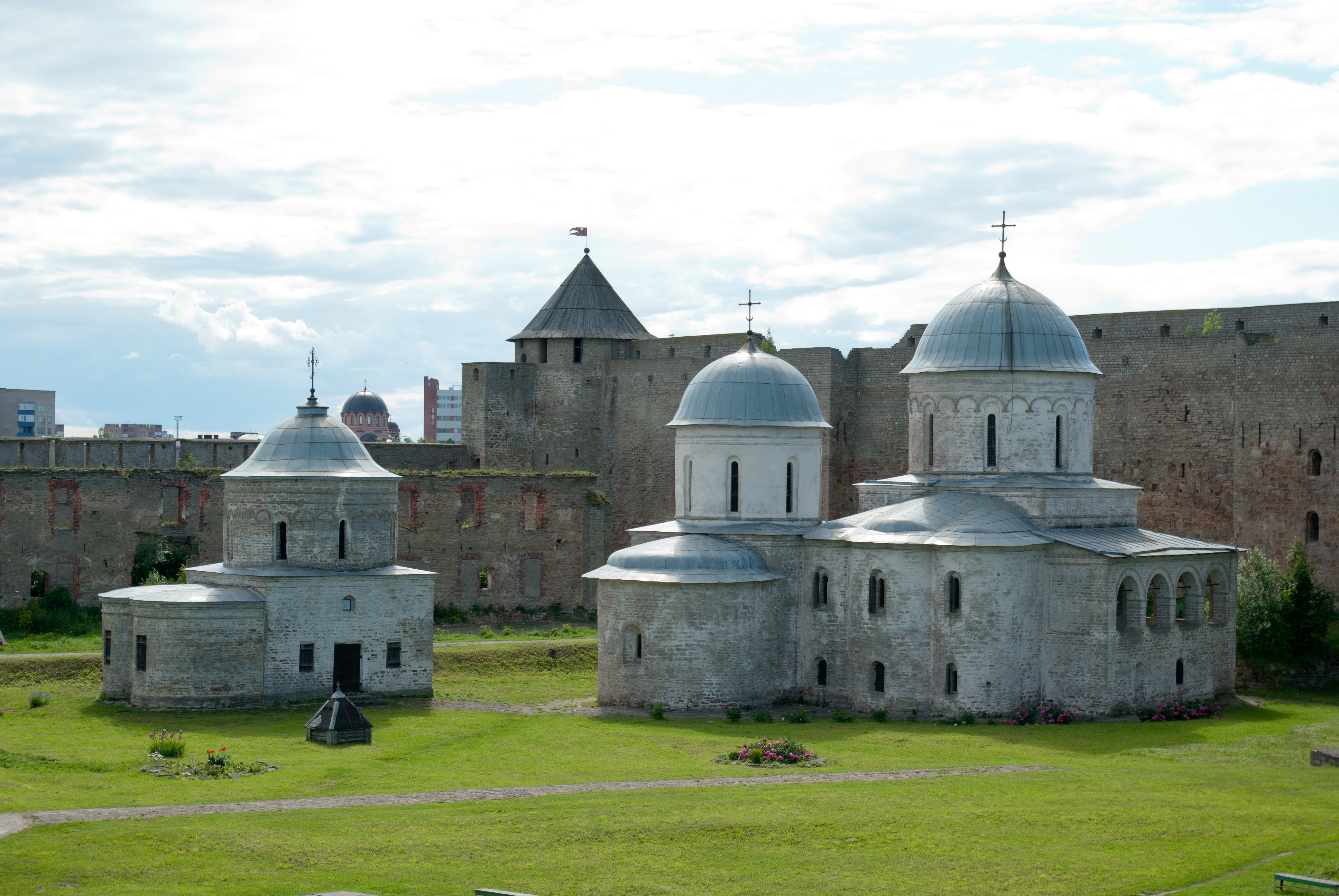
Нікольська і Успенська церкви на території фортеці